# Lacet (chaussure)
Pour les articles homonymes, voir Lacet.

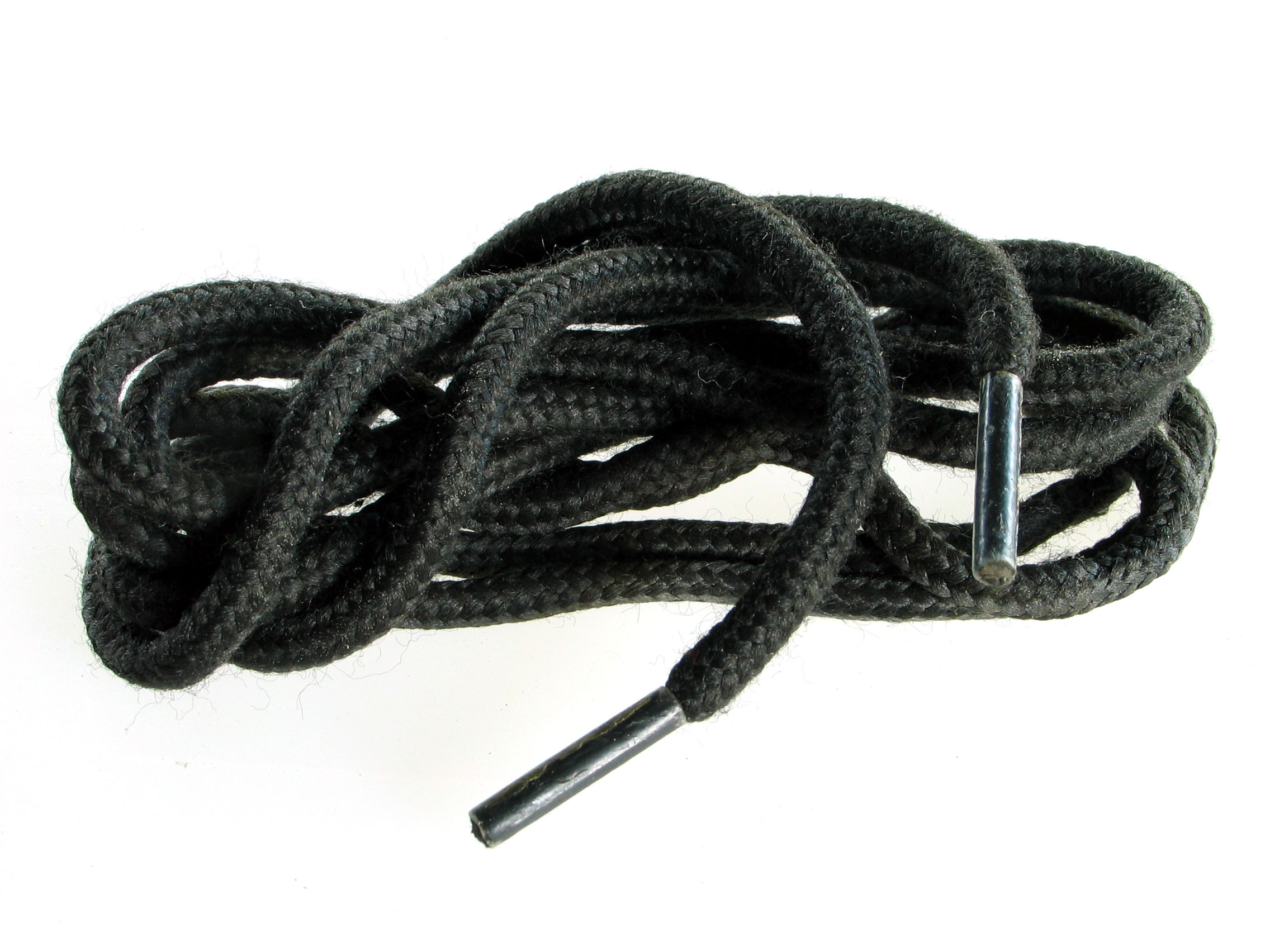
Lacet noir

Nœud de rosette : moyen classique de nouer des lacets.

Un lacet de chaussure est une bande pouvant être faite avec différents tissus, dont la fonction est de maintenir la chaussure sur le pied. Le laçage peut être utilisé pour d'autres accessoires, vêtements ou sous-vêtements. Une fois en place, le lacet de chaussure parcourt cette chaussure de haut en bas, en zigzag ou à l'horizontal, en passant dans tous les trous prévus à cet effet. 
Des lacets peuvent être utilisés sur divers types de chaussures : chaussures de ville, patins de hockey, chaussures de football, de basket-ball ou encore de rugby.

## Fonction

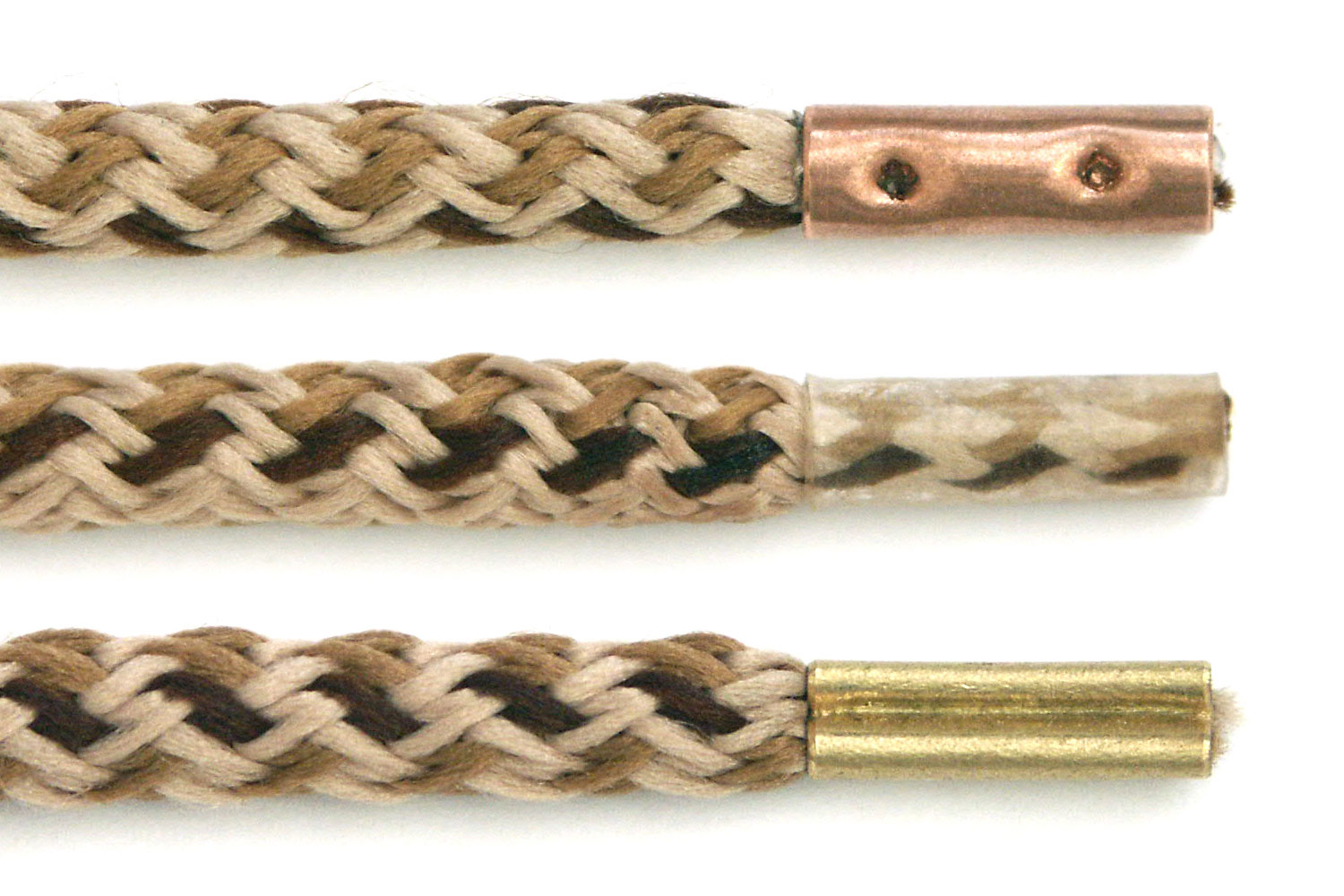
Trois lacets avec trois ferrets différents : en cuivre, en plastique, et en laiton

Les lacets, et le laçage, sont un moyen d'adapter un soulier, ou un vêtement (des gants, ou un corset) à la morphologie d'une personne et d'assurer une fixation, un maintien,. Des lacets sont également utilisés pour adapter la dimension des sacs à dos à leur contenu ou pour tendre la membrane des tambours.
Certains groupuscules utilisent des codes couleurs de leurs lacets pour identifier leurs appartenance politique. Dans ce cas les lacets servent une fonction de reconnaissance partisane à un groupe politique ou à un mouvement idéologique. Ces codes de couleurs ne sont pas les mêmes selon les pays, on peut voir les bonehead du film Danny Balint arborer des lacets rouges sur leurs chaussures (type paramilitaire) tandis quand le dessin-animé Titeuf un bonehead myope raquette régulièrement le héros porte lui des lacets blancs.

## Description
À chaque extrémité du lacet (aglet) se trouvent des aiguillettes (embouts) en matière plastique ou en métal qui compriment le tissu et évitent son effilochage. En outre, elles permettent de glisser plus aisément le lacet dans les œillets de la chaussure. En effet, dans le cas où la chaussure est prévue pour accueillir un lacet, celle-ci est composée d'une languette au-dessus de laquelle se trouve un espace où sera installé le lacet. Techniquement, de part et d'autre de cet espace, sont placés de façon symétrique des petits trous (appelés « œillets ») dans la chaussure, dans lesquels seront passés les lacets (du latin laceum).

## Histoire
Le besoin de fixer et de maintenir une sandale, une semelle, une chaussure au pied par des cordelettes ou des bandelettes de cuir ou de tissus existe depuis que l'homme cherche à protéger ses pieds du sol et du froid. Comme le témoigne Ötzi, un humain ayant vécu à l’âge du bronze, entre 3350 et 3100 av. J.-C. et dont le corps a été retrouvé dans la glace dans un état de conservation exceptionnel : Il est équipé de chaussures en peau de cerf avec des semelles en cuir d'ours, et une empeigne en cuir, et de lacets fait avec des ficelles d’écorce. À l'intérieur, une couche de foin sert de doublure et d'isolant thermique. 
Une chaussure néolithique trouvée durant l’été 2000, à la suite de travaux routiers du canton de Zoug, en Suisse, présente des similitudes avec la chaussure de Ötzi, dont l’empreinte d’une lanière passant sur la face inférieure de la semelle. De même, une autre chaussure néolithique trouvée à Saint-Blaise était maintenue sur le pied à l'aide de cordelettes. Ultérieurement, les Étrusques utilisaient des chaussures à hautes lacées, reprises par les Romains. 
L'usage de chaussures à lacets est également attesté à l'époque mérovingienne puis carolingienne. En France, sous Louis IX, le livre des métiers du prévôt de Paris Étienne Boileau cite parmi les métiers d'artisans les laceurs de fil et de soie. Le musée de Londres présente des exemples de chaussures médiévales des XIIe siècle au XVe siècle, dotées de lacets maintenus par une série de crochets ou d’œillets. Les aglets en bout de lacet sont introduits en fin du XVIIIe siècle. Au XVIIIe siècle toujours, des métiers à lacets sont progressivement mis au point, faisant rentrer la fabrication des lacets dans un modèle proto-industriel. Le 7 février 1784, des lettres patentes sont ainsi accordées en France à un dénommé Perrault pour un métier en bois construit en s'inspirant d'un modèle allemand en fer,.
C'est un autre Français, Charles-François Richard, également connu sous le nom de Richard-Chambovet qui fait rentrer cette fabrication sous un mode réellement industriel. Il innove en employant une machine à vapeur comme force motrice de ces métiers à lacets.« L’industrie du lacet ne se développa que sous l’Empire, à Saint-Chamond, qui devait en acquérir presque le monopole ». Son rayonnement est exemplaire, les manufacturiers couramiauds établissant des réseaux  pour commercialiser leurs produits au-delà du cadre national.

## Installation du lacet

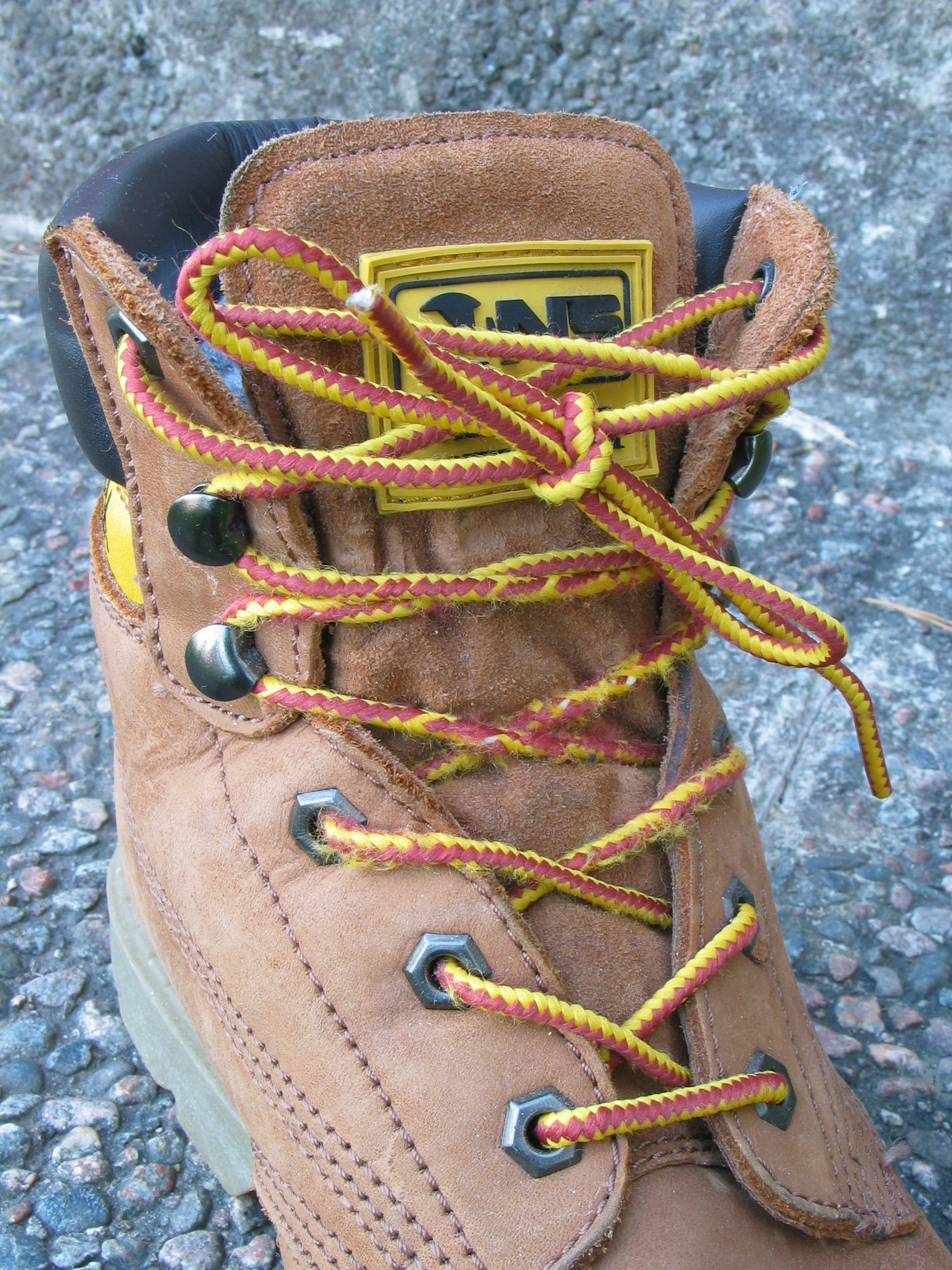
Lacet sur chaussure

Il y a de nombreuses méthodes de laçage selon le besoin,.
La pratique la plus courante consiste à glisser le lacet dans les trous de la chaussure de bas en haut, selon un modèle en zigzag ou bien horizontal. D'autres pratiques peuvent être utilisées, et les propriétés des différents laçages ont été étudiées mathématiquement.
Parfois, il nécessaire de passer au travers et de ressortir de la languette située entre les bords de la chaussure.
Les systèmes d'attache des lacets sont divers :

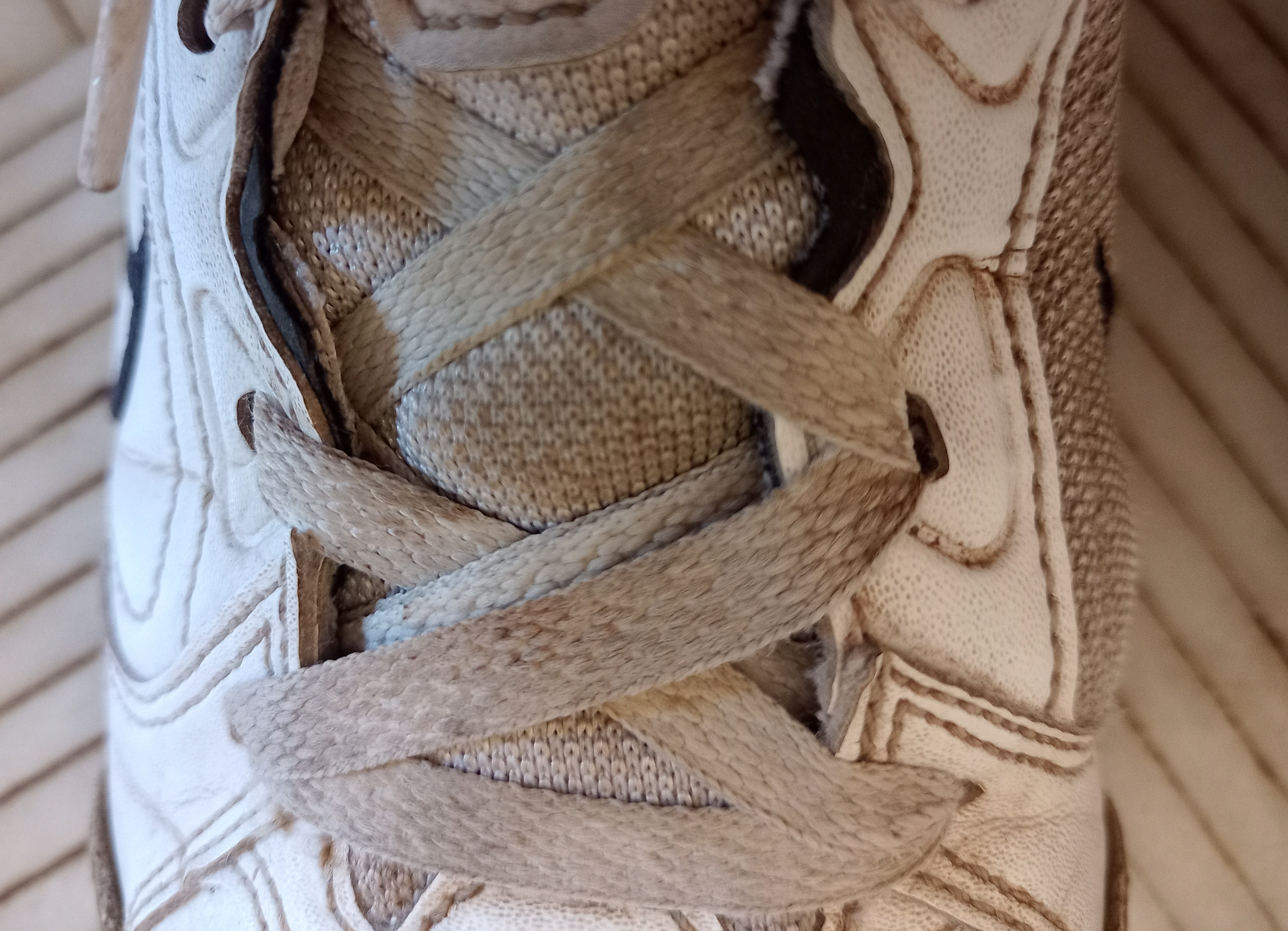
boucle visible

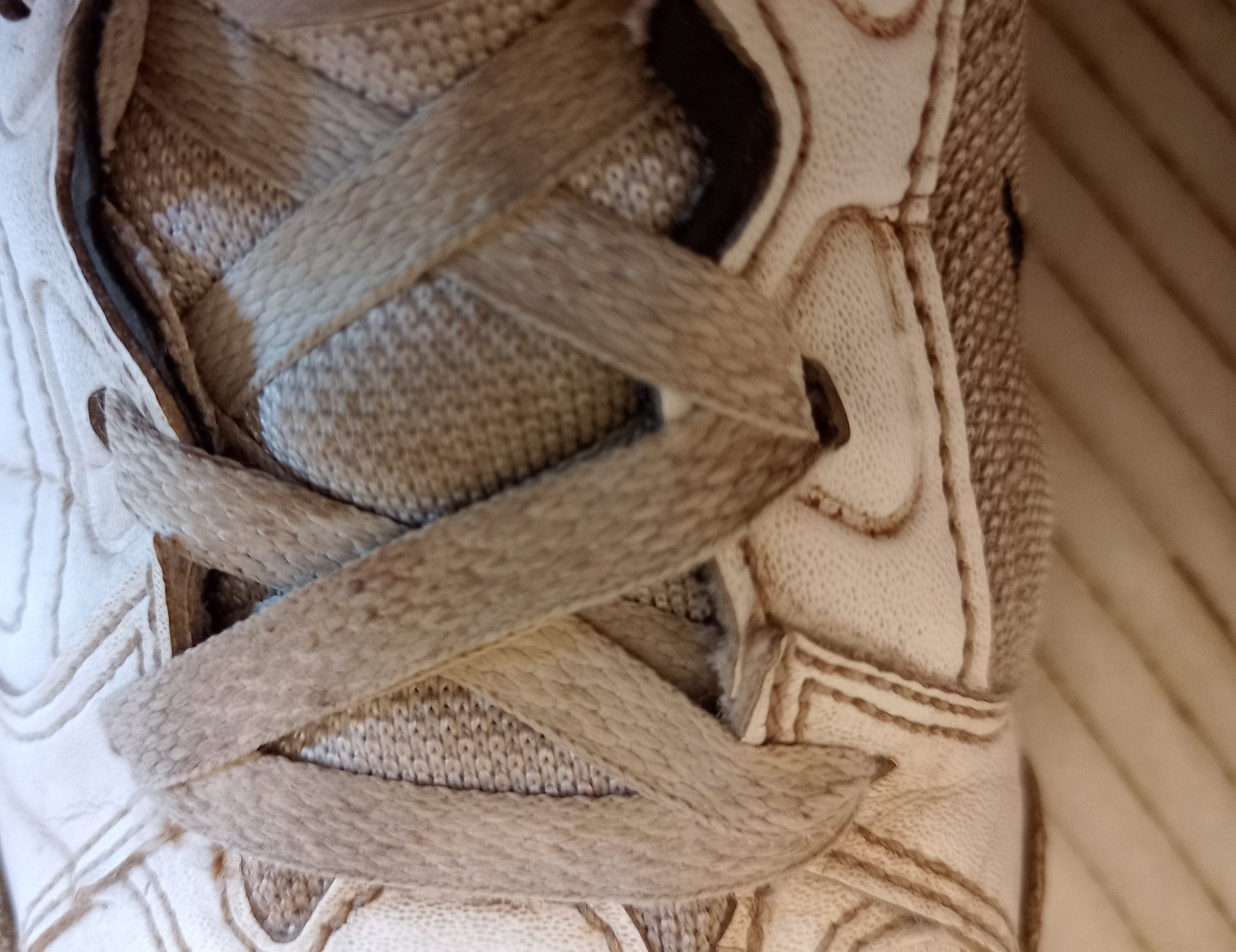
lacets superposés

- œillet ;
- crochet ;
- calotte ;
- anneau ;
- disque.

## Types de lacets
Il existe quatre principaux types de lacets : 
- Les ronds cirés sont des lacets de faible diamètre et donc très fins. Généralement fabriqués en coton ils sont revêtus d'une pellicule de résine les rendant ainsi plus solides avec un aspect brillant. C'est un type de lacets idéal pour des chaussures de ville en cuir ou en daim par exemple.
- Les lacets ronds fins sont des lacets dont le diamètre est très petit et qui seront parfaitement adaptés aux chaussures de villes ou en bottes à lacets.
- Les lacets plats existent en différentes largeurs et seront particulièrement bien adaptés pour lacer des chaussures de sport, des baskets, des chaussures de skateboard.
- Les cordelets sont les lacets les plus répandus. Bien souvent en coton tressé et de diamètre moyen, ces lacets peuvent être utilisés sur un grand nombre de chaussures dont notamment toutes les chaussures de ville en toile.

## Innovation
Il existe également des lacets éclairants contenant des petites diodes électroluminescentes (LED) pour illuminer les chaussures en milieu sombre.
Les lacets intelligents se clippent aux œillets des chaussures et se serrent automatiquement.